# فراس قدور
فراس حسن قدور (مواليد 1962 في قارة) مهندس ميكانيك وسياسي سوري شغل منصب وزير النفط والثروة المعدنية في حكومتي حسين عرنوس الثانية ومحمد غازي الجلالي منذ 29 آذار 2023 إلى 10 كانون الأول 2024 بعد يومين من سقوط نظام الأسد.

## نُبذة
فراس حسن قدور حاصل على الدكتوراه في هندسة الميكانيك من روسيا، وكان يشغل منصب مدير عام الشركة السورية للنفط منذ عام 2021.
عمل في الشركة السورية للنفط منذ عام 1994 وتدرج في عدة مناصب فيها، من بينها رئيس دائرة الآليات المركزية ورئيس اللجنة المشتركة للتصنيع مع مؤسسات الدولية إضافة لمنصب مدير الشؤون الفنية فيها ومديراً للخدمات الإدارية والدعم الفني في شركة الفرات للنفط ليتولى منصب رئيس مجلس إدارة شركة دير الزور للنفط عام 2008 ورئيس مجلس إدارة شركتي الفرات والبادية للنفط عام 2015.
إضافة إلى ما سبق عمل رئيساً للجنة المشتركة لتصنيع وصيانة القطع والمعدات النفطية بين عامي 1994 وحتى 2004.